# Roland Lescure
Pour les articles homonymes, voir Lescure.
Roland Lescure, né le 26 novembre 1966 à Paris 11e (Seine), est un économiste, homme d'affaires et homme politique français ayant la double nationalité canadienne.
Après avoir été brièvement adhérent du Parti socialiste pour soutenir Dominique Strauss-Kahn, il rejoint La République en marche et est élu député dans la première circonscription des Français de l'étranger (Amérique du Nord) lors des élections législatives de 2017. À l'Assemblée nationale, il est président de la commission des Affaires économiques et rapporteur général du projet de loi relative à la croissance et la transformation des entreprises (Pacte), promulguée en mai 2019.
Le 4 juillet 2022, il est nommé ministre délégué chargé de l'Industrie dans le gouvernement Élisabeth Borne et en février 2024 il voit son portefeuille s'élargir à l'énergie au sein du gouvernement Gabriel Attal.
Le 19 juillet 2024, il est élu vice-président de l'Assemblée nationale.

## Biographie

### Famille et formation
Roland Lescure est le petit-fils de l'écrivain et éditeur Pierre de Lescure et le fils de François Lescure, journaliste et résistant communiste, et d'une mère dirigeante syndicale à la Régie autonome des transports parisiens (RATP), et le demi-frère du journaliste Pierre Lescure, ancien président-directeur général de Canal+ entre 1994 et 2002 et président du Festival de Cannes entre 2014 et 2022.
Il grandit à Montreuil en Seine-Saint-Denis.
Reçu à l'École polytechnique (l'X) dans la promotion 1987, il en sort en 1990 dans le corps des administrateurs de l'Insee. En 1992, il est diplômé de l'École nationale de la statistique et de l'administration économique (ENSAE) et d'une maîtrise en économie de la London School of Economics.
Roland Lescure est marié depuis les années 1990 avec une Irlandaise rencontrée lors d'un stage à la Commission européenne et est père de trois enfants. Sa famille habite au Canada. Outre sa nationalité française, il a également la nationalité canadienne acquise lorsqu'il vivait au Canada.

### Parcours professionnel

#### En France
Roland Lescure travaille au ministère de l'Économie et des Finances, notamment au moment de la création de l'euro, puis à l'Institut national de la statistique et des études économiques (Insee) et à la Caisse des dépôts et consignations.
En 2005, il est nommé directeur général délégué de Natixis Asset Management. En 2006, il devient directeur général adjoint et directeur des gestions de Groupama AM,.

#### Au Canada
De 2009 jusqu'en avril 2017, il est le premier vice-président de la Caisse de dépôt et placement du Québec (CDPQ), l'un des plus importants fonds de pension d'Amérique du Nord dont il supervise 80 % de l'activité. Son arrivée fait suite à une période d'agitation à la CDPQ, l'institution accusant des pertes de 40 milliards en 2008.
Selon Challenges, il est nommé à ce poste « pour sa réputation de gestionnaire prudent et d'investisseur de long terme ». À ce poste, il préside à une forte internationalisation et diversification des placements. Il double les investissements dans les paradis fiscaux,. Durant les sept années complètes où il a été chef des placements, six se sont soldées par des rendements supérieurs aux indices de référence de la Caisse. Ces résultats sont notamment dus au portefeuille Action Qualité mondiale. Il perçoit une rémunération annuelle d'environ un million d’euros.
Il est l'un des principaux acteurs[réf. nécessaire] du projet du Réseau électrique métropolitain.

### Débuts
Roland Lescure se dit tenant d'un centre gauche « pragmatique ». Il indique avoir « pris [sa] carte au PS au moment de la candidature de Dominique Strauss-Kahn » lors de la primaire socialiste de 2006, mais l'avoir « rapidement rendue » pour avoir « découvert un monde ritualisé et hiérarchique dans lequel le militant de base n’avait pas beaucoup d’importance »,.
En 2012, il rencontre Emmanuel Macron dans le cadre d'une réunion avec des investisseurs, ce dernier étant alors secrétaire général adjoint de l'Élysée. Il est l’un des premiers contributeurs financiers de sa campagne présidentielle. En 2017, il indique que son nouvel engagement a été influencé par le Brexit.

### Député

#### Élection
Candidat de La République en marche dans la 1re circonscription des Français de l'étranger (Canada et États-Unis) lors des élections législatives de 2017, Roland Lescure arrive largement en tête au 1er tour avec 57,53 % des suffrages ; l'abstention étant trop élevée (81,36 %), un second tour est nécessaire. Il est élu député avec 79,25 % des voix contre 20,75 % pour Frédéric Lefebvre, député sortant LR.

#### Fonctions à l'Assemblée nationale
En juin 2017, Roland Lescure prend la présidence de la commission des Affaires économiques à l'Assemblée nationale.
En septembre 2018, après la nomination de François de Rugy au gouvernement, il soutient la candidature de Richard Ferrand à la présidence de l'Assemblée nationale. Une fois celui-ci élu, il se porte candidat à sa succession à la présidence du groupe LREM. Arrivé en tête au premier tour, il échoue au second tour face à Gilles Le Gendre (157 voix contre 106),.
A l'occasion du renouvellement des postes au sein de la majorité, en juillet 2019, il est reconduit dès le premier tour de scrutin à la présidence de la commission des Affaires économiques.

#### Loi Pacte
En 2018, Roland Lescure est nommé rapporteur général du projet de loi relative à la croissance et la transformation des entreprises (Pacte) — loi promulguée en mai 2019 —, ce qui constitue pour lui une première fonction exposée dans l'hémicycle. Il travaille notamment sur la préparation de la privatisation d'Aéroports de Paris (ADP). Parmi ses principales mesures, outre les privatisations d'ADP et de la Française des jeux qui cristallisent les critiques de l'opposition, la loi vise à étendre l’intéressement et la participation en supprimant le Forfait social pour les entreprises de moins de 250 salariés ; dégage les entreprises franchissant un certain seuil d'effectif des obligations sociales, fiscales et administratives qui en découlent pendant cinq années consécutives passées au-delà de ce seuil ; met en place des mesures de simplification administrative pour les créateurs d'entreprises ; modifie la définition de l'objet social de l'entreprise dans le Code civil en l'élargissant à son rôle social et environnemental ; simplifie l'offre existante et le fonctionnement de l'épargne retraite ; renforce la place des administrateurs salariés dans les conseils d'administration.
En tant que rapporteur général, il répond aux opposants à la privatisation d’ADP prévue par la loi, dans l’hémicycle et les médias. Après l'adoption de la loi, que Challenges présente comme une « réforme fourre-tout (privatisations, seuils sociaux, intéressement) et très technique [qui] reste méconnue », il la présente aux chefs d’entreprises, qui sont censés en bénéficier. Alors que la Caisse de dépôt et placement du Québec (CDPQ), dont il était le numéro 2 avant d'être élu député, est « abondamment citée parmi les repreneurs potentiels d’ADP et d’Engie », dont la privatisation est également prévue par la loi Pacte, l’association Anticor évoque un conflit d'intérêts potentiel, même si la situation « n’emporte pas de qualification pénale et de sanction attachée ».

#### Autres activités parlementaires et prises de position
À partir de mai 2019, Roland Lescure est corapporteur d'une mission parlementaire mise en place sous son impulsion et visant à évaluer le coût des violences, des dégâts et des blocages engendrés par les samedis de manifestation du mouvement des Gilets jaunes.
Lors du débat sur l’immigration lancé fin 2019 par le gouvernement, il plaide pour une intégration économique plus forte des étrangers en France, présente la mise en place de quotas d'immigration, prévue par le gouvernement, comme « une fausse bonne idée », « dans une logique de long terme », et considère que la volonté du gouvernement de faire voter ces quotas par le Parlement chaque année serait « un dévoiement politique ». Sur le site d'actualité Le HuffPost, la journaliste Astrid de Villaines souligne qu'« il est rare, au sein de La République en Marche de voir des positions aussi tranchées, publiquement, en désaccord total avec le gouvernement ». Il est plutôt libéral sur les questions de société, étant favorable à la légalisation du cannabis. Par ailleurs, il se positionne pour la mise en place de statistiques ethniques.

#### Au sein de LREM
En vue des élections européennes de 2019, Roland Lescure fait partie des neuf « ambassadeurs » de LREM chargés de nouer des contacts, voire des liens, avec des partenaires potentiels pour LREM.
En 2021, en vue de préparer le futur programme du mouvement pour l'élection présidentielle de 2022, il est chargé de piloter le groupe de travail Économie avec Alexandre Holroyd. Avec Anne de Bayser, il anime aussi le groupe des « relais de la société civile », dans le cadre de la pré-campagne d'Emmanuel Macron.
Il est présenté comme faisant partie de « l’aile gauche de la macronie. »

### Ministre de l'Industrie
Le 4 juillet 2022, Roland Lescure est nommé ministre délégué chargé de l'Industrie, auprès de Bruno Le Maire, ministre de l’Économie, des Finances, et de la Souveraineté industrielle et numérique, dans le gouvernement Borne.
Il se voit confier, en novembre, la charge de piloter la décarbonation des cinquante sites industriels les plus émetteurs de France.

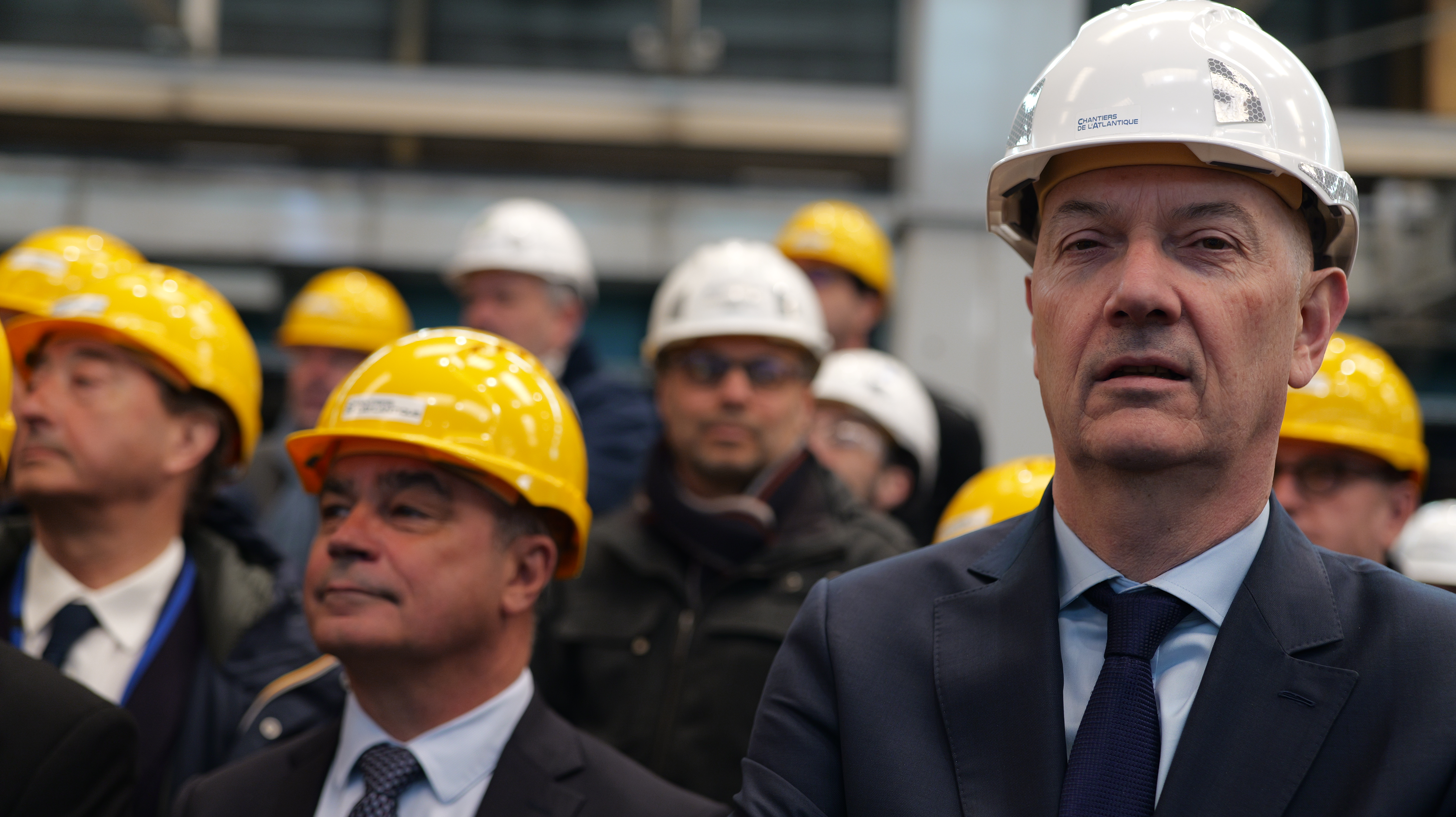
Ministre délégué chargé de l'Industrie et de l’Énergie, en visite aux Chantiers de l'Atlantique, le 28 mars 2024.

#### Soutien aux entreprises en difficulté
Dans le contexte de la hausse des prix de l'énergie qui contraint plusieurs sites industriels d’envergure particulièrement énergivores à cesser, au moins temporairement, leurs activités, il entame une mission de soutien de l'État aux entreprises en difficulté. Il se rend ainsi chez les verriers Arc et Duralex ou Aluminium Dunkerque, pour lequel il débloque par exemple un prêt exceptionnel de l'État de 15 millions d'euros.
Par la suite, il continue à intervenir dans des dossiers de sauvetage d'entreprises industrielles menacées de fermeture. Les cas les plus emblématiques concernent celui des 450 emplois de Carelide, une entreprise pharmaceutique à Mouvaux dans le Nord, reprise par la groupe Aguettant grâce à l'apport d'une aide d'État de 25 millions d'euros ; ou celui de l'usine Buitoni de Caudry, également dans le Nord, dont Nestlé avait annoncé suspendre l'activité, avant de finalement s'engager à trouver un repreneur,.
Il estime que l'immigration est nécessaire pour remédier aux nécessités de la main-d'œuvre dans l'industrie française tout en se défendant d’ouvrir « grandes les vannes de l’immigration économique ».

### Ministre de l'Industrie et de l'Energie
En février 2024, Roland Lescure voit son portefeuille s'élargir à l'énergie au sein du gouvernement Gabriel Attal.

### Retour à la députation
Candidat aux élections législatives anticipées de 2024 dans la 1re circonscription des Français de l'étranger (Canada et États-Unis), Roland Lescure est réélu député avec 54,25 % des voix. Il est ensuite élu cinquième vice-président de l'assemblée nationale.
D'après Politico, il fait partie des députés du Groupe Ensemble pour la République qui critiquent la proposition de leur collègue Gérald Darmanin que l'État vende certaines de ses participations dans des entreprises cotées[pertinence contestée].

## Publications
- Roland Lescure et Yannick L'Horty, « Le chômage d'inadéquation en France : une évaluation », Économie & Prévision, vol. 113, no 2,‎ 1994, p. 139-154 (lire en ligne, consulté le 29 juin 2017)
- Roland Lescure, Antoine Nogier et Laure Tourjansky-Cabart, « Une évaluation économique de la pollution atmosphérique », Économique et Statistique, vol. 307, no 1,‎ 1997, p. 3-20 (lire en ligne, consulté le 29 juin 2017)
- Roland Lescure, Nos totems et nos tabous : dépassons-les !, Éditions de l'Aube, 2021, 200p

## Pour approfondir